# Governo provvisorio francese del 1848
Il Governo provvisorio del 1848 è stato un governo francese in carica dal 24 febbraio al 6 maggio 1848, per un totale di 2 mesi e 13 giorni.

## Cronologia

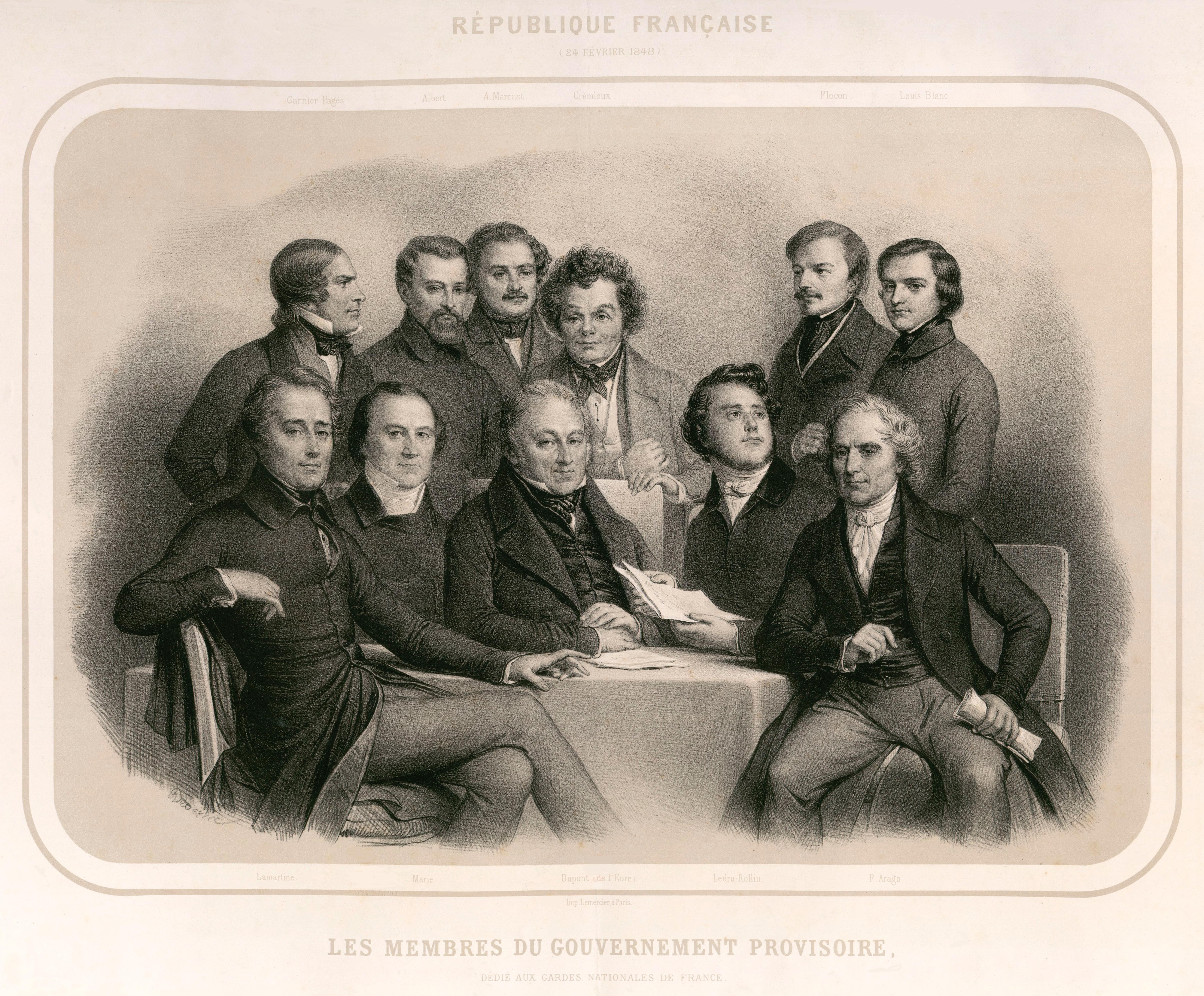
I membri del governo provvisorio in una stampa dell'epoca

- 10 luglio 1847: si tiene il primo evento della cosiddetta "campagna dei banchetti", promossa unitamente da repubblicani, legittimisti ed il centro-sinistra per introdurre il suffragio universale
- 19 febbraio 1848: vengono interdette le riunioni dei banchetti; il governo minaccia s'uso dell'esercito per impedire la libertà di riunione
- 22 febbraio 1848: di fronte all'autoritarismo governativo, centinaia di studenti scendono in strada per manifestare contro il governo; in breve, la protesta dilaga in rivolta, avviando la Rivoluzione di febbraio
- 24 febbraio 1848: di fronte al crescere dei disordini, Luigi Filippo abdica in favore del nipote Filippo di Parigi; durante il pomeriggio, la proclamazione della reggenza è interrotta dai deputati Lamartine, Crémieux e Ledru-Rollin, che invece proclamano la Seconda Repubblica, approvata all'ultimo dalla maggioranza della Camera assieme ad un governo provvisorio
- 26 febbraio 1848: creazione degli opifici nazionali e abolizione della pena capitale per i reati politici
- 28 febbraio 1848: vien creata la commissione del Lussemburgo in materia del diritto del lavoro, presieduta dal socialista Louis Blanc; vengono permesse le associazioni sindacali
- 29 febbraio 1848: abolizione della tassa sul sale
- 2 marzo 1848: riduzione dell'orario di lavoro a 10 ore giornaliere nelle città e 11 nelle periferie[1]
- 8 marzo 1848: riforma della Guardia nazionale, che viene aperta a tutti i cittadini
- 16 marzo 1848: per fronteggiare le perdite negli introiti statali, il ministro delle finanze Garnier-Pagès introduce l'impopolare "tassa dei 45 centesimi", che trattiene 1,45 franchi ogni franco versato
- 24 aprile 1848: si tengono le elezioni legislative per l'assemblea costituente; i risultati vedono una maggioranza di 600 deputati su 880 appartenenti ai repubblicani moderati
- 27 aprile 1848: abolizione della schiavitù in tutti i territori francesi, incluse le colonie
- 4 maggio 1848: apertura dell'assemblea costituente e ufficializzazione della Seconda Repubblica
- 6 maggio 1848: l'assemblea costituente scioglie il governo provvisorio e nomina una "commissione esecutiva" che funga da capo di stato collettivo
- 9 maggio 1848: François Arago forma un governo di repubblicani moderati

## Consiglio dei Ministri
Il governo, composto da 9 ministri (oltre al presidente del consiglio), vedeva inizialmente partecipi:
| Carica                                    | Titolare                 |
| ----------------------------------------- | ------------------------ |
| Presidente del Consiglio dei Ministri     | Jacques-Charles Dupont   |
|                                           |                          |
| Ministro degli Affari Esteri              | Alphonse de Lamartine    |
| Ministro dell'Interno                     | Alexandre Ledru-Rollin   |
| Ministro della Giustizia                  | Adolphe Crémieux         |
| Ministro della Guerra                     | Jacques-Gervais Subervie |
| Ministro della Marina e delle Colonie     | François Arago           |
| Ministro delle Finanze                    | Michel Goudchaux         |
| Ministro della Pubblica Istruzione        | Hippolyte Carnot         |
| Ministro dei Lavori Pubblici              | Pierre de Saint-Georges  |
| Ministro del Commercio e dell'Agricoltura | Eugène Bethmont          |
|                                           |                          |
| Ministro senza portafoglio                | Eugène Bethmont          |
| Ministro senza portafoglio                | Armand Marrast           |
| Ministro senza portafoglio                | Louis Blanc              |
| Ministro senza portafoglio                | Ferdinand Flocon         |
| Ministro senza portafoglio                | Alexandre Martin         |